# Монтроуз (Пенсільванія)
Монтроуз (англ. Montrose) — місто (англ. borough) в США, в окрузі Сасквегенна штату Пенсільванія. Населення — 1290 осіб (2020).

## Географія
Монтроуз розташований за координатами 41°50′1″ пн. ш. 75°52′34″ зх. д. / 41.83361° пн. ш. 75.87611° зх. д. (41.833525, -75.876022). За даними Бюро перепису населення США в 2010 році місто мало площу 3,30 км², уся площа — суходіл.

## Демографія
Згідно з переписом 2010 року, у селищі мешкало 1617 осіб у 754 домогосподарствах у складі 399 родин. Густота населення становила 490 осіб/км². Було 857 помешкань (260/км²).
Расовий склад населення:
| - 98,8 % — білих - 0,2 % — чорних або афроамериканців - 0,1 % — вихідців з тихоокеанських островів - 0,1 % — корінних американців - 0,1 % — азіатів |

До двох чи більше рас належало 0,7 %. Частка іспаномовних становила 1,1 % від усіх жителів.
За віковим діапазоном населення розподілялося таким чином: 21,5 % — особи молодші 18 років, 56,8 % — особи у віці 18—64 років, 21,7 % — особи у віці 65 років та старші. Медіана віку мешканця становила 44,4 року. На 100 осіб жіночої статі у селищі припадало 84,2 чоловіків; на 100 жінок у віці від 18 років та старших — 77,2 чоловіків також старших 18 років.
Середній дохід на одне домашнє господарство становив 58 304 долари США (медіана — 42 417), а середній дохід на одну сім'ю — 77 490 доларів (медіана — 66 389). Медіана доходів становила 46 029 доларів для чоловіків та 36 667 доларів для жінок. За межею бідності перебувало 10,3 % осіб, у тому числі 8,4 % дітей у віці до 18 років та 6,1 % осіб у віці 65 років та старших.
Цивільне працевлаштоване населення становило 843 особи. Основні галузі зайнятості: роздрібна торгівля — 19,3 %, освіта, охорона здоров'я та соціальна допомога — 15,3 %, мистецтво, розваги та відпочинок — 12,9 %, виробництво — 12,7 %.